# Littoraria cingulata
Littoraria cingulata là một loài ốc biển, là động vật thân mềm chân bụng sống ở biển trong họ Littorinidae.

## Phân bố
Littoraria cingulata được tìm thấy ở the tropical waters ở Ấn Độ Dương.

## Hình ảnh

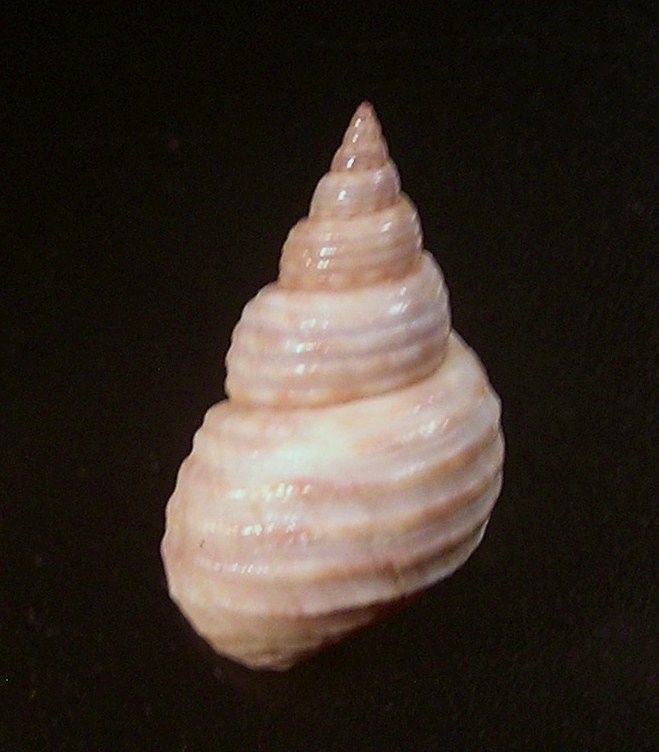